# Chrno crusade
Chrno crusade (クロノクルセイド, Kurono kuruseido) est un manga de Daisuke Moriyama. Il a été prépublié entre 1998 et 2004 dans les magazines Monthly Comic Dragon puis Monthly Dragon Age et a été compilé en un total de huit volumes,. La version française est publiée en intégralité par Asuka, mais n'est plus commercialisée.
Une adaptation en série télévisée d'animation de vingt-quatre épisodes produit par le studio Gonzo a été diffusée entre novembre 2003 et juin 2004 sur Fuji TV.

## Synopsis
En 1928, la ville de New York est témoin d'une vague de phénomènes paranormaux et démoniaques de plus en plus importants. Le monastère de Magdalena forme une armée d’exorcistes constituée de sœurs et de prêtres très spéciaux afin de mettre un terme à cette déferlante maléfique. Rosette Christopher, l'une de ces jeunes combattantes, fait un pacte avec un démon autrefois sanguinaire, Chrno, dont elle espère l'aide en vue de retrouver son frère Joshua, enlevé par Aion, le plus puissant des démons. Celui-ci est animé de biens funestes desseins...

## Personnages
Rosette Christopher (ロゼット・クリストファ, Rozetto Kurisutofa)
Héroïne de l'histoire. Elle et son frère ont été placés en orphelinat jusqu'au jour où ils rencontrent par hasard Chrno enfermé dans une crypte à côté du cercueil de Sainte Maria de Magdala. Elle aussi possède des pouvoirs cachés mais on ne le découvrira que bien plus tard dans la série.
Chrno (クロノ, Kurono)
Démon âgé d'environ 2000 ans, il a autrefois été le compagnon d'Aion. Il a tué cent millions de démons au Pandémonium sans hésitation pour arriver jusqu'au Pandémonium (aucune information ne sera divulguée au sujet du Pandémonium). Après avoir sommeillé pendant 50 ans dans le tombeau de Sainte Maria de Magdala, il rencontre par hasard Rosette et Joshua. Après que celui-ci fut enlevé par Aion, il s'allia avec Rosette pour le retrouver. Au fil de l'histoire, ses sentiments pour Rosette deviennent de plus en plus forts et réciproques.
Azmaria Hendrich (アズマリア・ヘンドリック, Azumaria Hendorikku)
L'une des sept apôtres envoyés sur terre pour contrecarrer les plans d'Aion. D'origine portugaise, ses dons lui permettent de soigner les gens ou de leur redonner la vie en chantant. Elle accompagnera nos héros dans leur périples.
Satella Harvenheit (サテラ・ハーベンハイト, Satera Hābenhaito)
Jeune femme issue de l'aristocratie allemande qui a été le témoin du meurtre de sa famille par le démon Aion lorsqu'elle était enfant. Alors qu'elle pensait que toute sa famille avait disparu, elle va tenter de retrouver sa grande sœur qu'elle croit vivante. D'après le majordome de Satella , il semblerait qu'elle ai un penchant envers les garçons plus jeunes qu'elle .
Aion (アイオーン, Aiōn)
Démon qui ôta la tête de la reine du Pandémonium pour s'octroyer la liberté et qui enleva le frère de Rosette. C'est aussi le démon qui décima toute la famille de Satella sous ses yeux lorsqu'elle était enfant. Il sera le personnage clé de cette aventure.
Joshua Christopher (ヨシュア・クリストファ, Yoshua Kurisutofa)
Frère de Rosette, il est aussi l'un des sept apôtres tout comme Azmaria. Il sera enlevé par Aion pour servir ses noires intentions. Il a le pouvoir d'arrêter le temps grâce aux cornes de Chrno que Aion lui a données.
Père Juan Remington (ユアン・レミントン, Yuan Reminton)
Prêtre aux étranges capacités. On découvrira plus tard que c'est un ange.
Sœur Kate Valentine (ケイト・ヴァレンタイン, Keito Varentain)
Directrice du couvent de la section de Magdala à N.Y où résident Rosette et Chrno. Elle éprouve une certaine animosité envers Chrno mais finira par l'accepter.

## Anime
L’adaptation animée est l’œuvre du studio Gonzo, réalisée par Yū Kō. Le scénariste est Atsuhiro Tomioka, le directeur artistique est Toshirô Nozaki et le graphisme est de Kazuya Kuroda, ex-animateur du Studio Gainax. L’anime, qui comporte vingt-quatre épisodes, a été diffusé pour la première fois entre le 24 novembre 2003 et le 9 juin 2004 sur la chaîne de télévision Fuji TV.
Il est licencié par Déclic Images et a été diffusé à partir du 20 mars 2007 sur la chaîne France 4, sur la case de 16h45.
Le générique d'ouverture est Tsubasa wa Pleasure Line (翼はPleasure Line) composé par Noriyasu Agematsu et interprété par Minami Kuribayashi, et celui de fin Sayonara Solitaire (さよならソリティア) composé par Yuki Kajiura et interprété par Saeko Chiba.

### Liste des épisodes
L'anime compte 24 épisodes de 24 minutes.
À savoir: la fin entre l'animé et le livre est complètement différente.

### Doublage
| Personnages         | Personnages         | Voix japonaises    | Voix françaises   |
| ------------------- | ------------------- | ------------------ | ----------------- |
| Rosette Christopher | Rosette Christopher | Tomoko Kawakami    | Philippa Roche    |
| Chrno               | Chrno               | Akira Ishida       | David Maisse      |
| Azmaria             | Azmaria             | Saeko Chiba        | Marine Bargy      |
| Satella Harvenheit  | Satella Harvenheit  | Michiko Neya       | Isabelle Bouchema |
| Sœur Kate           | Sœur Kate           | Yoshiko Sakakibara | Claire Beaudoin   |
| Joshua Christopher  | Joshua Christopher  | Junko Minagawa     | Rémi Caillebot    |
| Père Remington      | Père Remington      | Shō Hayami         | Philippe Leroy    |
| Aion                | Aion                | Kazuhiko Inoue     | Hugues Boucher    |

### Bande originale
- オリジナルサウンドトラック Gospel.I (Original Soundtrack Gospel.I)

| Éditeur : Lantis (Japon) Référence éditeur : LACA-5254 Prix de sortie : 3 000 ¥ Date de sortie : 25 février 2004 | 1. Prologue 2. Monster no shuugen 3. Eksoshist no theme 4. Yokan~Taiji 5. Seinaru inori 6. Sanbika 7. Azumaria no zesshou (Chiba Saeko) 8. Chrno no hatsudan`hishou 9. Hikari to yami no tatakai 10. Miltia shutsudou 11. Keiyaku 12. Deai 13. Surechigau kokoro 14. Kizuna 15. Azumaria no kodoku 16. Yasuragi to kibou 17. Airashii Azumaria 18. Doji de manukena Rosette 19. High-Tension no Rosette 20. Rosette daikatsuyaku 21. Yumemiru shounen~Joshua 22. Chrno no yasashisa 23. Reitetsuna hohoemi 24. Geki no kioku 25. Astral rain 26. Tsubasa wa pleasure line (Tv Size) (Kuribayashi Minami) 27. Sayonara solitia (Tv Size) (Chiba Saeko) |

- オリジナルサウンドトラック Gospel.II (Original Soundtrack Gospel.II)

| Éditeur : Lantis (Japon) Référence éditeur : LACA-5280 Prix de sortie : 3 000 ¥ Date de sortie : 26 mai 2004 | 1. Makai 2. Inbou 3. Aion no yabou 4. Militia no katsuyaku 5. Kuroi shougekiha 6. Hakai no ato 7. Zetsubou no Rosette 8. Rosette no kunou 9. Seijo Magdalena 10. Magdalena no yogen 11. Azumaria no uta 12. Chrno no kanashimi 13. Kyouki no hatsudou 14. Make no chikara 15. Jaaku narumono 16. Monster no kyouki 17. Shinobi yoru kage 18. Shoujo Magdalena 19. Dance stage 20. Satela no kako 21. Namegata fumei 22. Seiken he no kibou 23. Saigo no hibi 24. Kudai sesou |